# 法国最美村庄

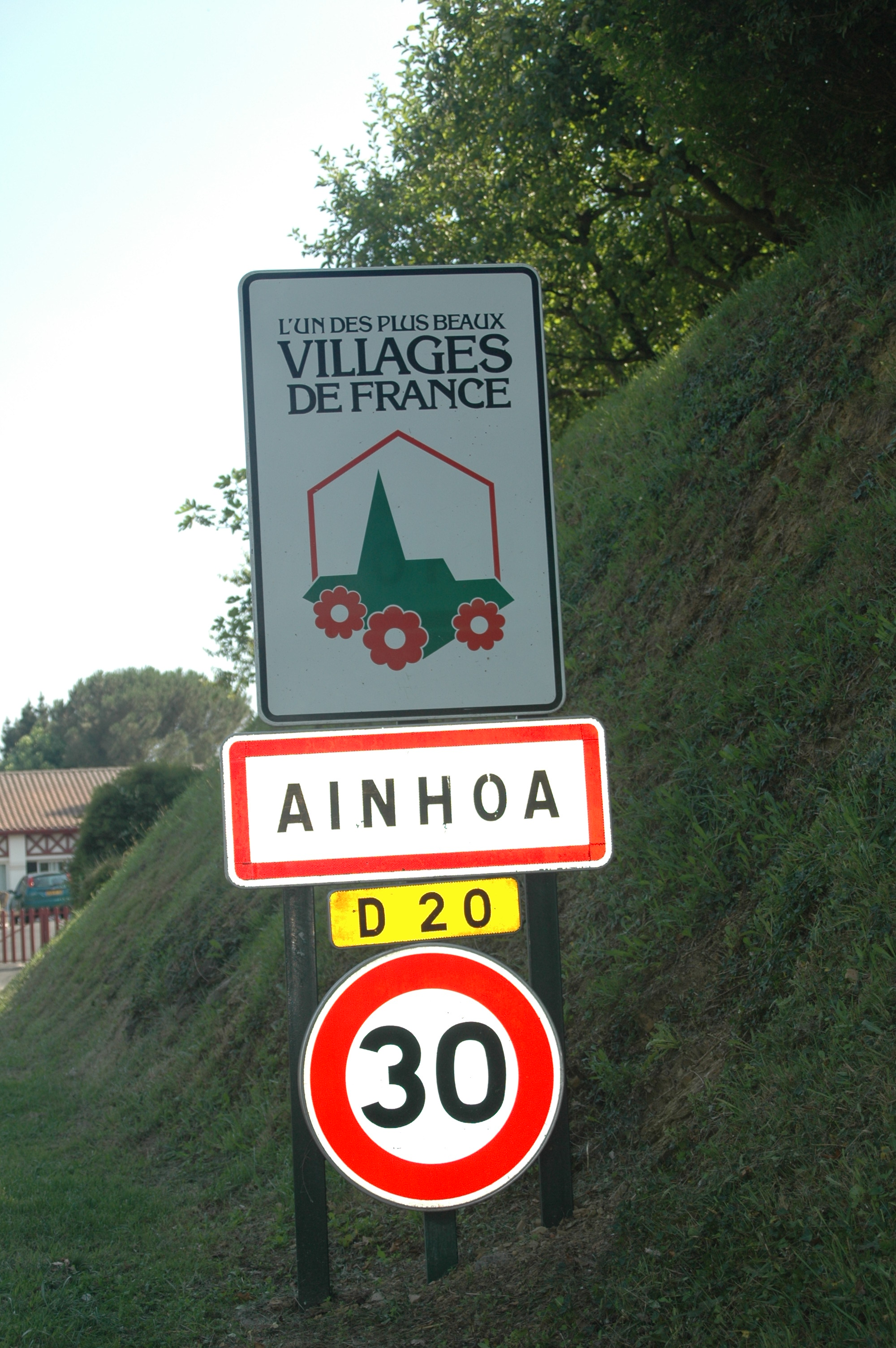
艾诺阿入口处的标志

法国最美村庄（法語：Les plus beaux villages de France）是法国的一个民间组织。1981年，法国利穆赞大区科雷兹省科隆日拉鲁日村的村长夏尔·塞拉克（Charles Ceyrac）在浏览《读者文摘》的一本画册时受到启发，认为有必要将法国景色优美、建筑独特的村庄罗列出来，既利于保护，也可以为游人提供指南。次年3月6日，在其它66个村长的支持下，成立了该协会。凡符合以下標準的法國村莊都可以向該協會提出入選申請：1. 常住人口不超過2000人； 2. 有兩處以上官方認可的受保護景點； 3. 承諾嚴格限制工程建設以免破壞村莊的整體風貌。迄今为止，协会已经评选出149个美丽村庄，遍布法国21个大区65个省。
目前在比利时、意大利、加拿大和日本也有类似的组织。

## 图览

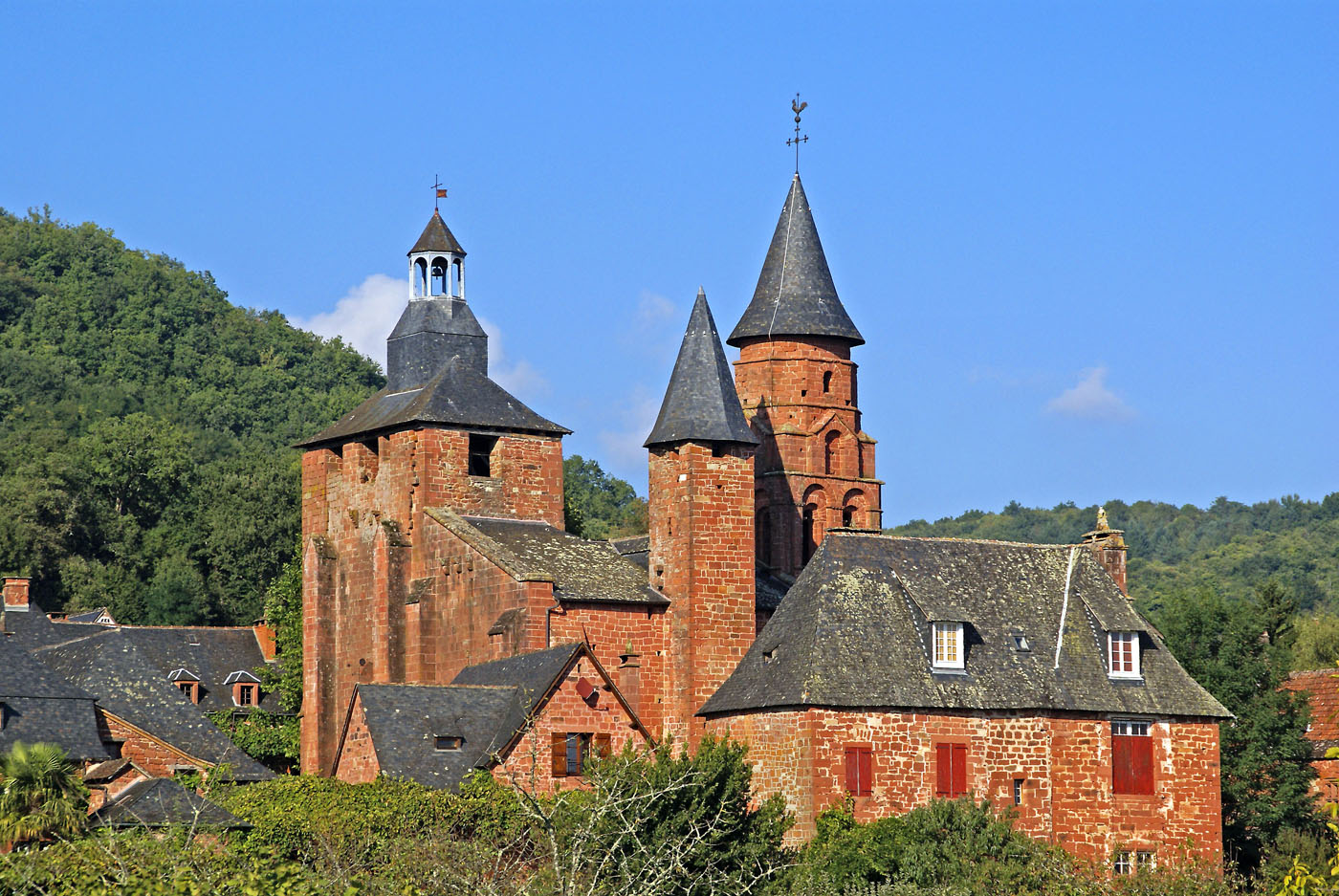
科雷兹省的科隆日拉鲁日
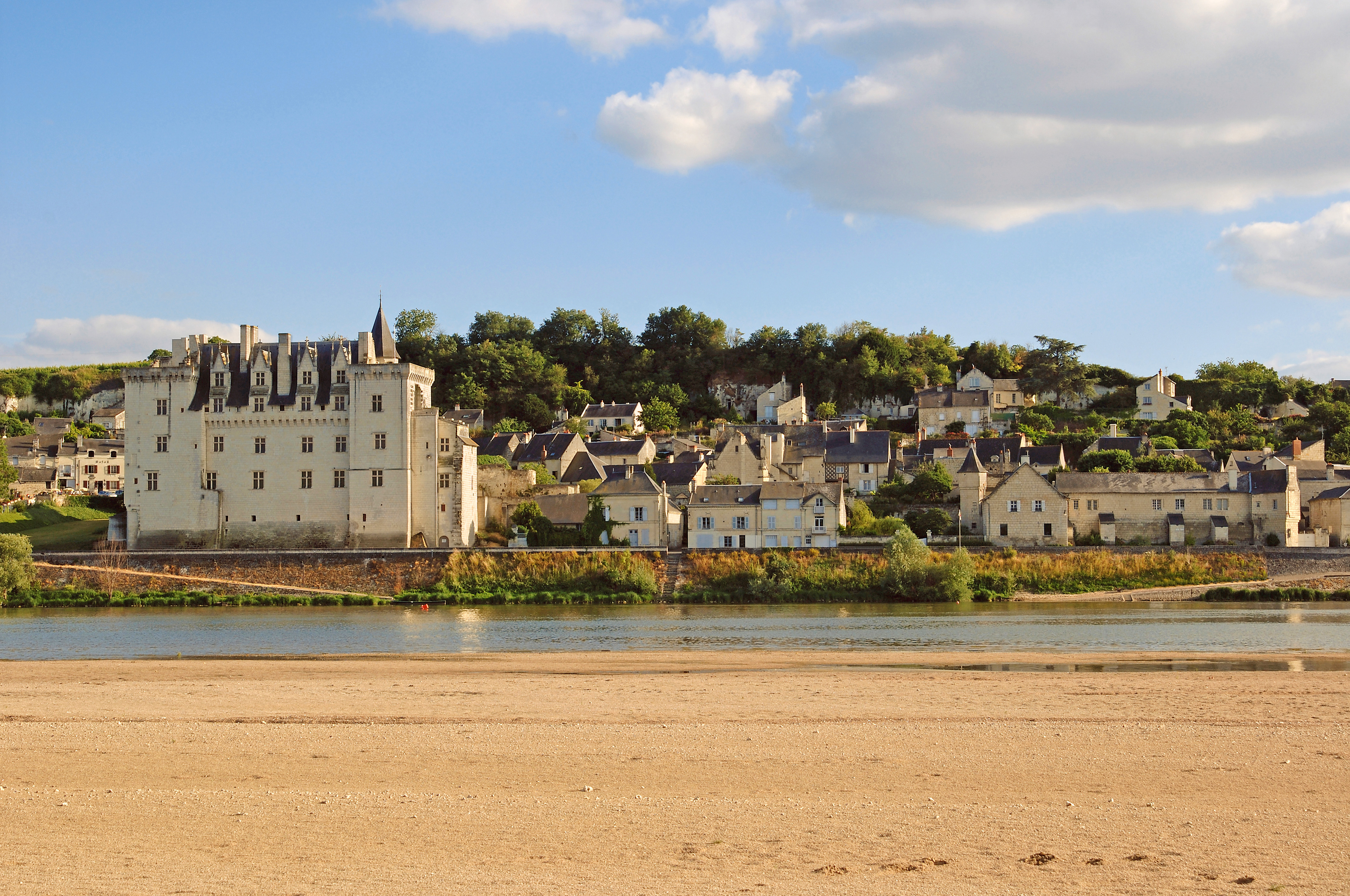
曼恩-卢瓦尔省的蒙索罗
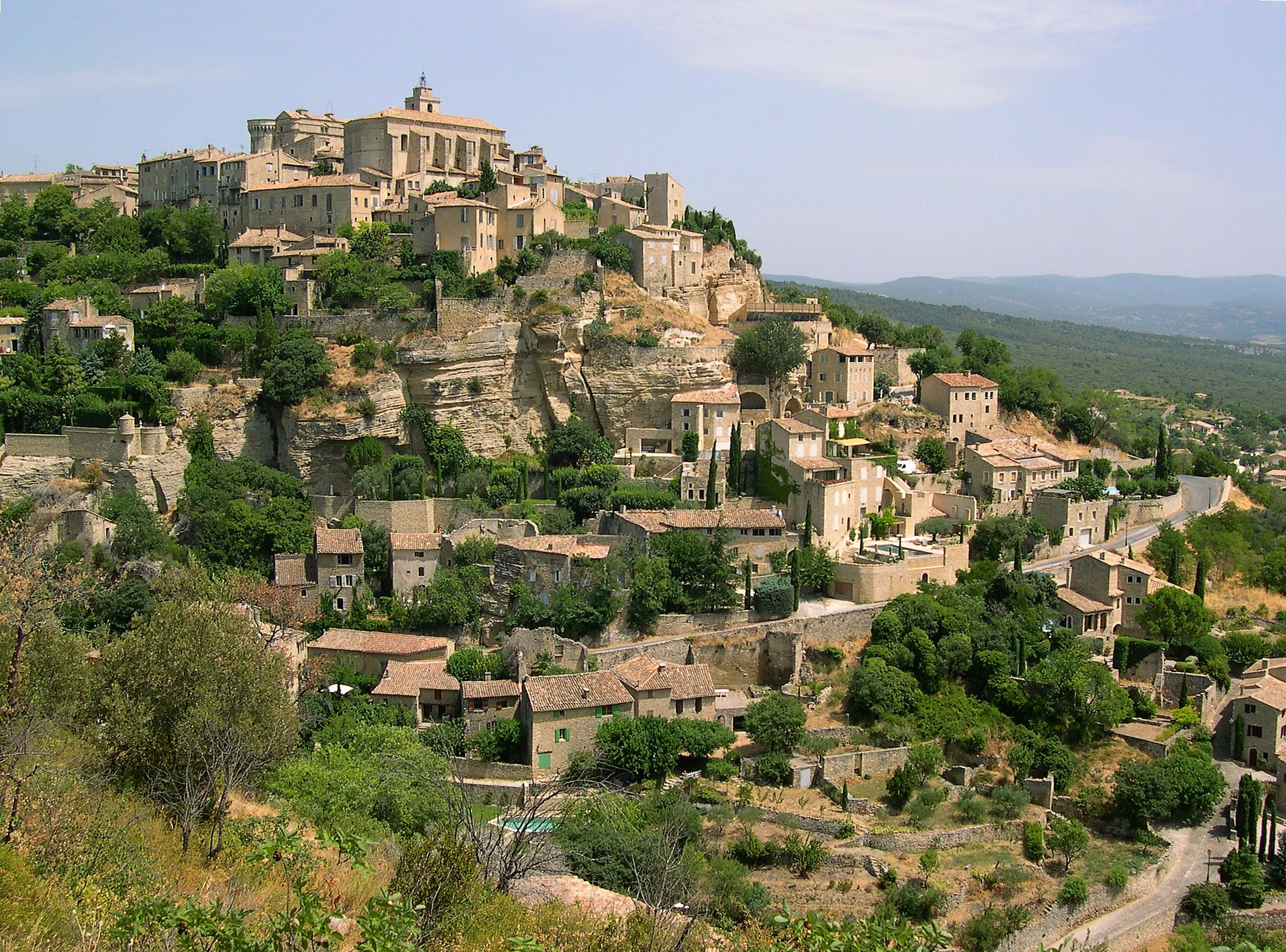
沃克吕兹省的戈尔德
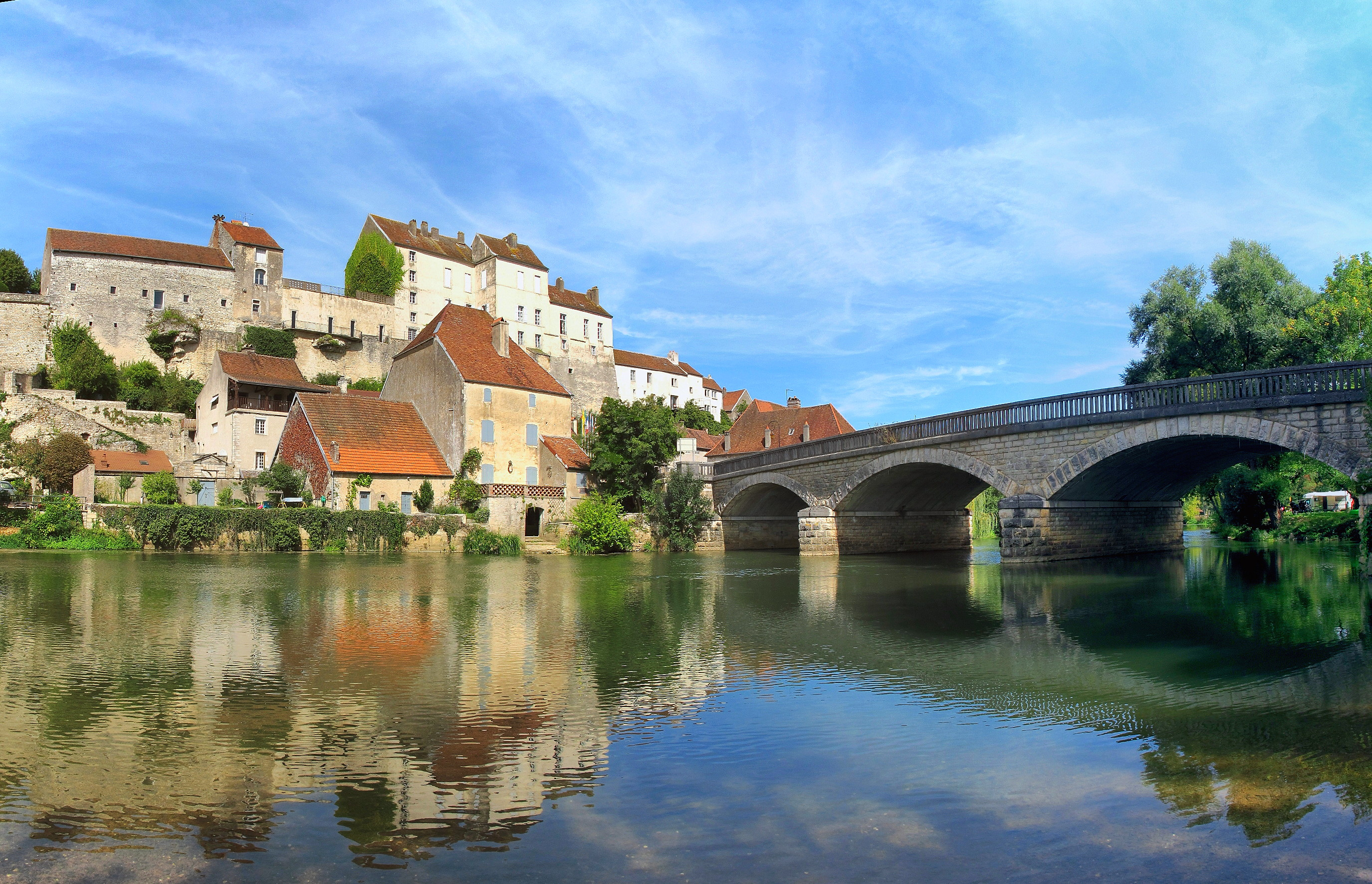
上索恩省的佩姆
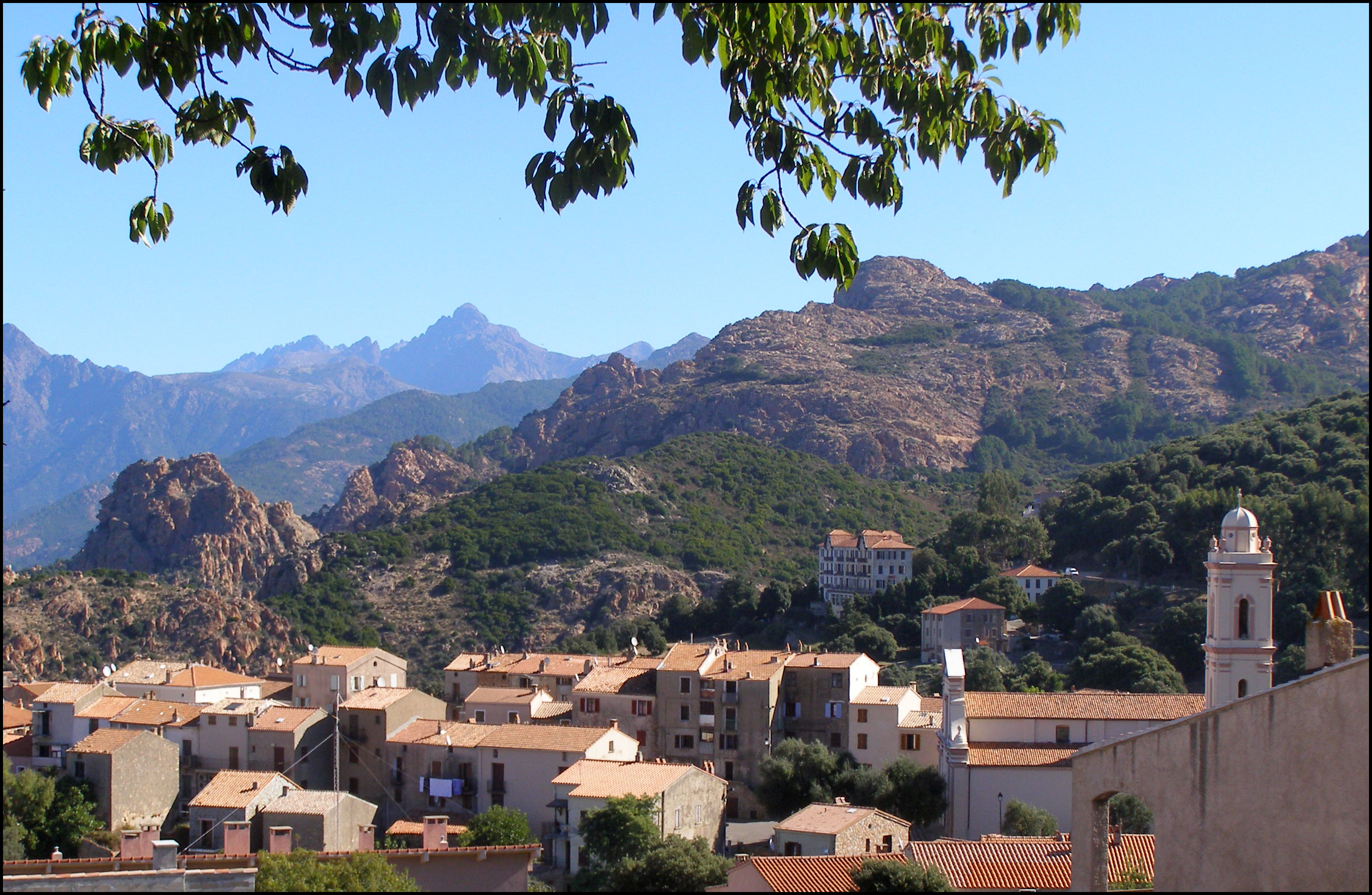
南科西嘉的皮亚纳
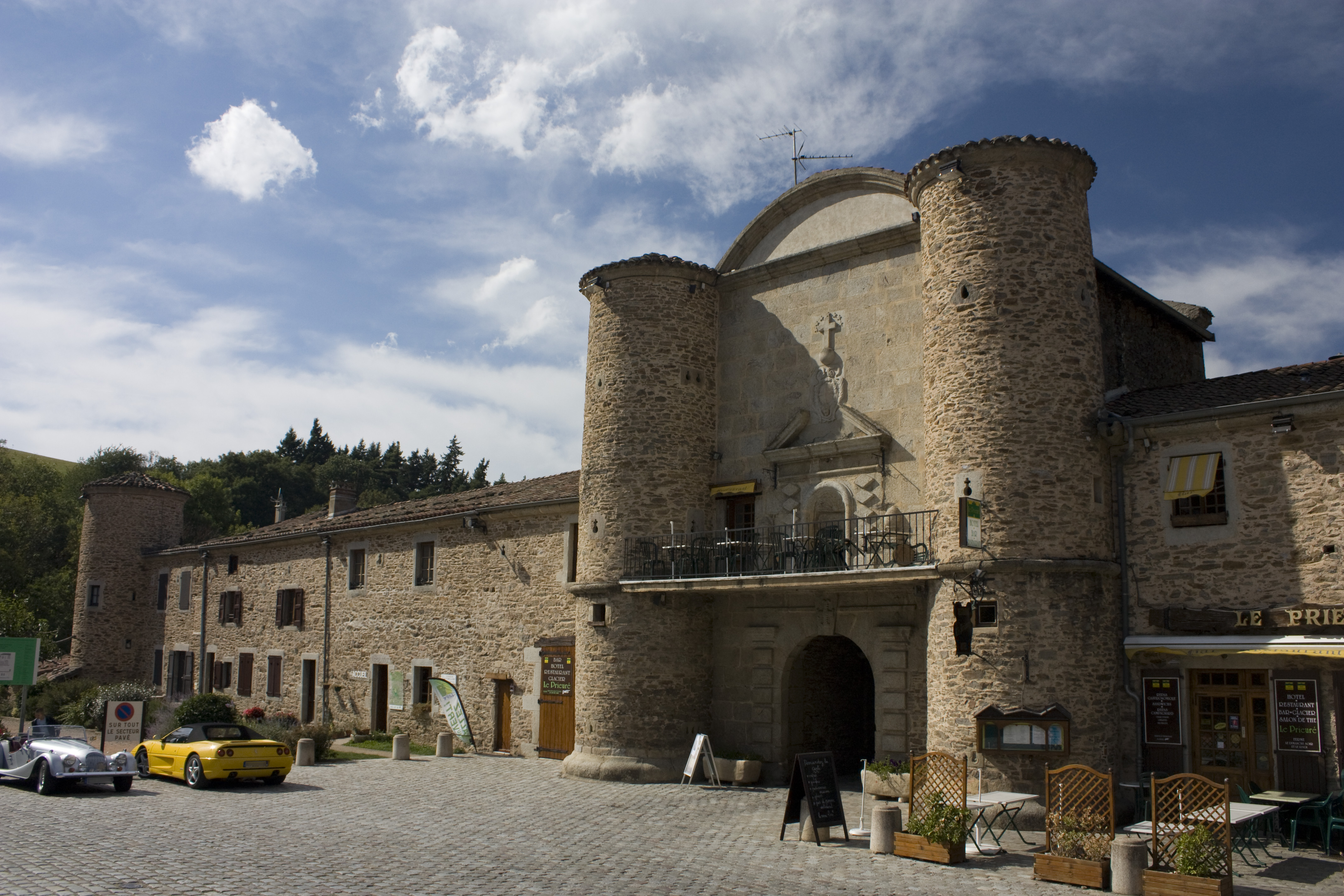
卢瓦尔省的雅雷地区圣克鲁瓦
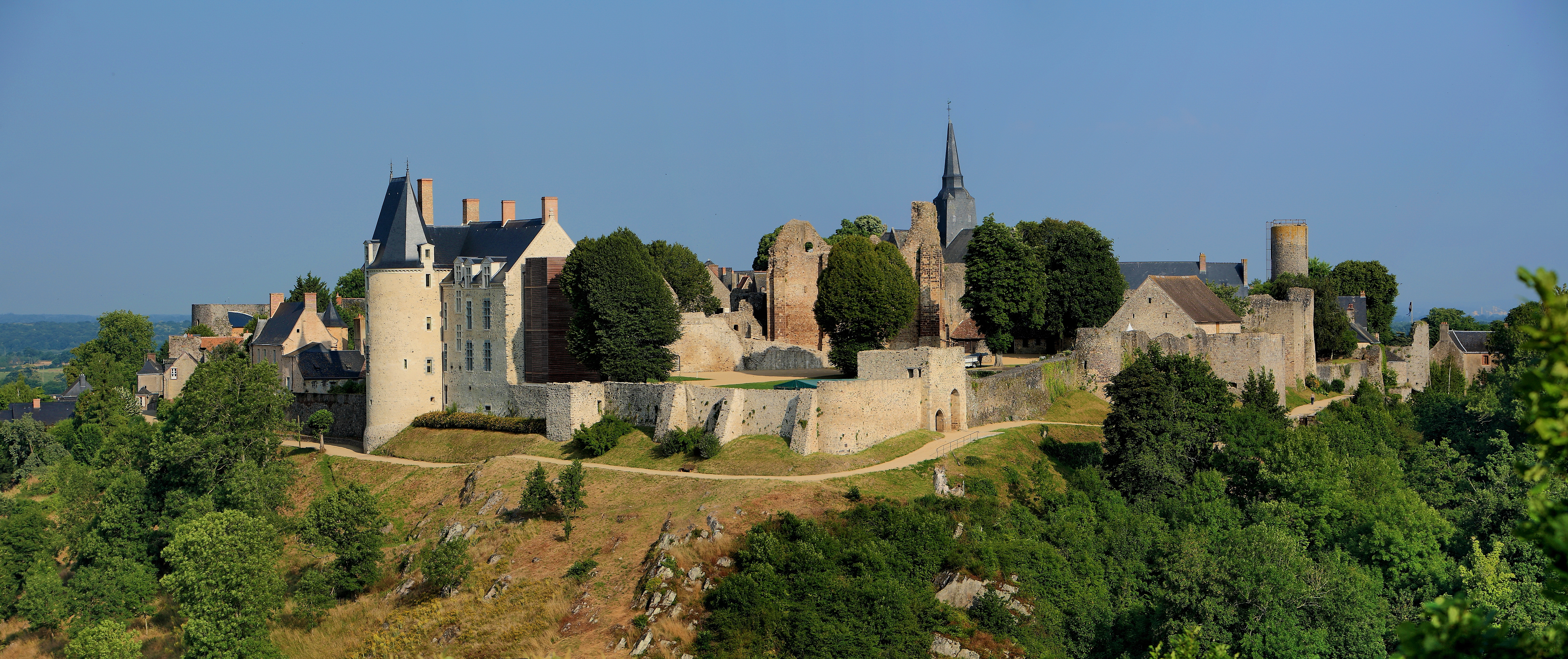
马耶讷省的圣苏珊

## 外部連結
- 官方网站 （页面存档备份，存于）
- 相关网站 （页面存档备份，存于）